# Порт-Артур (Воронежская область)
Порт-Артур — посёлок в Лискинском районе Воронежской области.
Входит в состав Среднеикорецкого сельского поселения.

## История
На основании Устава Среднеикорецкого сельского поселения Лискинского муниципального района Воронежской области от 31 декабря 2004 года, регистрационный номер 814, постановлением администрации Воронежской области № 1458 от 31.12.2004 года — посёлок Порт-Артур упразднен и объединен с селом Средний Икорец Лискинского района Воронежской области.